# Alexander Widiker
Pas d'image ? Cliquez ici

a Compétitions nationales et continentales officielles uniquement.

b Matchs officiels uniquement.
Dernière mise à jour le 12 septembre 2022.
Alexander Widiker, né le 27 avril 1982 à Koustanaï en Union soviétique (aujourd'hui au Kazakhstan), est un joueur de rugby à XV allemand. Il joue en équipe d'Allemagne et évolue au poste de pilier.

## Carrière
- Heidelberg (Allemagne)
- Rugby club Orléans (Fédérale 1) : 2006-2010
- Heidelberger RK - Rugby : 2010-2017

## Palmarès

### En équipe nationale
- International allemand